# Artur Wurm
Artur Wurm (* 3. September 1932 in Dresden; † 26. August 2005) war ein deutscher Kaufmann, Unternehmer und Diplom-Ökonom sowie ein Politiker der DDR-Blockpartei National-Demokratische Partei Deutschlands (NDPD).

## Leben
Wurm stammt aus der Hauptstadt des Freistaates Sachsen, wo er die Schule besuchte. Danach nahm er eine Lehre zum Feintäschner auf und schlug eine kaufmännische Ausbildung ein, die er als Diplom-Ökonom abschloss. Er war Besitzer der Artur Wurm KG, Dresden, Lederwarenfabrik. Nach deren Verstaatlichung übernahm er die Funktion des Betriebsdirektors des VEB Modische Lederwaren Dresden.
Sein Grab befindet sich auf dem Loschwitzer Friedhof.

## Politik
Er trat der 1948 in der Sowjetischen Besatzungszone neugegründeten NDPD bei. Am 18. Dezember 1987 rückte Wurm für den verstorbenen NDPD-Abgeordneten Hans-Dietrich Möller als Mitglied der NDPD-Fraktion in der Volkskammer der DDR nach. Er blieb bis zur Neuwahl der Volkskammer im März 1990 deren Mitglied.

## Schriften
- Abgeordnete unterstützen sozialistischen Wettbewerb. In: Günther Witteck: Konsumgüter bedarfsgerecht produzieren. Erfahrungen aus dem Bezirk Dresden, 1986, S. 48ff.